# P-831 Sava
P-831 Sava bila je napadna podmornica klase Sava. Izgrađena je 1978. u Brodogradilištu specijalnih objekata u Splitu za potrebe tadašnje Jugoslavenske ratne mornarice.
Raspadom SFRJ podmornica je odvezena u Crnu Goru gdje je služila u mornaricama SR Jugoslavije te Srbije i Crne Gore. Iz operativne uporabe povučena je 2004.